# Belinda (Vorname)
Belinda ist ein weiblicher Vorname. Herkunft und Bedeutung des Namens sind unsicher.
Eine mögliche Kurzform des Namens ist Linda.

## Bekannte Namensträgerinnen
- Belinda Bauer (Schauspielerin) (* 1950), australische Schauspielerin
- Belinda Bauer (Schriftstellerin) (* 1962), britische Schriftstellerin
- Belinda Bencic (* 1997), Schweizer Tennisspielerin
- Belinda Bidwell (1936–2007), gambische Politikerin
- Belinda Carlisle (* 1958), US-amerikanische Rock-Sängerin
- Belinda Cordwell (* 1965), neuseeländische Tennisspielerin
- Belinda Emmett (1974–2006), australische Schauspielerin und Moderatorin
- Belinda Goss (* 1984), australische Radrennfahrerin und Radsporttrainerin
- Belinda Granger (* 1970), australische Triathletin und mehrfache Ironman-Siegerin
- Belinda Halloran (* 1976), australische Duathletin, Triathletin und zweifache Ironman-Siegerin
- Belinda Heber (* 1991), österreichische Badmintonspielerin
- Belinda Jack, britische Literaturwissenschaftlerin
- Belinda Kanda (* 1982), ghanaische Fußballspielerin
- Belinda Lee (1935–1961), britische Schauspielerin
- Belinda Mayne (* 1954), britische Schauspielerin mit deutschen Wurzeln
- Belinda Montgomery (* 1950), kanadische Fernsehschauspielerin
- Belinda Mulrooney (1872–1967), US-amerikanische Unternehmerin
- Belinda Owino (* 1993), US-amerikanische Schauspielerin
- Belinda Rodik (* 1969), österreichische Journalistin und Schriftstellerin
- Belinda Schönberger (* 1991), österreichische Eiskunstläuferin
- Belinda Peregrín Schüll (* 1989), mexikanische Pop-Sängerin
- Belinda Snell (* 1981), australische Basketball-Spielerin
- Belinda Stewart-Wilson (* 1971), britische Schauspielerin
- Belinda Stronach (* 1966), kanadische Managerin und Politikerin
- Belinda Woolcock (* 1995), australische Tennisspielerin

## In Literatur und Musik
- Figur in der Oper Dido and Aeneas von Henry Purcell
- Name einer weiblichen Figur aus Alexander Popes Komödie Der Raub der Locke (1712)
- Titel eines Romans (1801) von Maria Edgeworth
- Titel eines Romans (1883) von Rhoda Broughton
- Titel und Hauptfigur eines Theaterstücks (1918) von A. A. Milne
- Pretty Belinda (1969), Schlager-Hit von Chris Andrews
- Titel eines Songs (1981) der Eurythmics
- Comic-Heldin in zwei gleichnamigen Bänden (1983) von Guido Crepax
- Titel eines Romans (1986) von Anne Rice